# Padalarang, Bandung Barat
Padalarang är ort och ett distrikt (kecamatan) i Indonesien.   Det ligger i provinsen Jawa Barat, i den västra delen av landet, 100 km sydost om huvudstaden Jakarta.